# Adalberto Madero
Adalberto Arturo Madero Quiroga (* 25. September 1969 in Monterrey, Nuevo León in Mexiko) ist ein mexikanischer Rechtsanwalt, Politiker der Partido Acción Nacional sowie ehemaliger Bürgermeister von Monterrey. Außerdem war er ein Mitglied des Mexikanischen Senates.

## Leben
Madero studierte Rechtswissenschaft in Mexiko, in Dublin in Irland und in den USA in Seattle und Washington.

## Politische Karriere
1997 zog er für seine Partei in den Kongress des Bundesstaates Nuevo León ein. Im Jahre 2000 gewann er einen Sitz im Mexikanischen Senat. 2006 gewann er die Bürgermeisterwahl von Monterrey gegen den Kandidaten der Partido Revolucionario Institucional Abel Guerra.
Er wurde, noch als Bürgermeister im Amt, wegen Korruption aus der PAN ausgeschlossen.
2009 wurde er von Fernando Larrazábal Bretón abgelöst.
Am 8. Oktober 2011 wurde er im Zusammenhang mit dem Brandanschlag auf das Casino Royale, bei dem 52 Menschen ums Leben kamen, festgenommen. Er soll rechtswidrig die Betriebserlaubnis für das Casino ausgestellt haben.